# We Came as Romans
We Came as Romans est un groupe de metalcore américain, originaire de Troy, dans le Michigan. Ils sont auteurs de deux EP et quatre albums studio.
Le clip du premier single Mis//Understanding est dévoilé au public en novembre 2011. L'album permet au groupe de faire un saut en Europe en début d'année 2012, avec notamment deux dates en France à Paris et à Lyon les 16 et 17 janvier 2012 en première partie du groupe Alesana.

## Biographie

### Formation et débuts (2005–2009)
En août 2005, les lycéens Sean Zelda, Dave Stephens, Jonny Nabors, Mark Myatt et Joshua Moore forment un groupe appelé This Emergency. Le chanteur Stephens joue à l'époque de la guitare et du clavier. Ils jouent indépendamment dans les métros de Détroit. En novembre 2005, le groupe se sépare du bassiste Jonny Nabors remplacé par Sean Daly. En juin 2006, Zelda quitte le groupe afin de se consacrer à ses études à l'Université du Michigan. À l'été 2006, un ami proche du groupe, Larry Clark, se joint officiellement au chant ; et Myatt change leur nom pour We Came as Romans.
Après le changement de nom, ils changent constamment leur formation. Leur premier EP, Demonstrations (souvent appelé Motions EP) est vendu lors de concerts et en ligne sur Internet. Entre plusieurs EPs, We Came as Romans participe à la tournée V-Neck & Shaved Chest de juin 2008 aux côtés de Close to Home. Peu après, Dreams est publié le 12 décembre 2008. Il est produit par Joey Sturgis et bien accueilli par l'ensemble de la presse spécialisée. AbsolutePunk attribue à Dreams une note de 79 sur 100. Sputnikmusic lui attribue une note de 3,5 sur 5 et le considère comme « un EP court et sympa, mais trop lancé dans la durée ». Deux jours avant la publication de To Plant a Seed, WCAR conclut, avec Oh, Sleeper et The Chariot, leur tournée Here a tour, there a tour, everywhere a tour tour de septembre à novembre 2009.

### To Plant a Seed(2009–2011)
To Plant a Seed, le premier album studio du groupe, est publié le 3 novembre 2009. Comme pour Dreams, cet album est produit avec Joey Sturgis et inclus les versions rééditées de Dreams et Intentions (avec Tyler « Telle » Smith) originellement extraites de l'album Dreams. We Came as Romans achève l'année avec la tournée Leave It to the Suits avec I See Stars, Of Mice and Men, et Broadway. La vidéo du single de To Plant a Seed est publié le 11 mai 2010. WCAR apparaît dans la compilation Punk Goes Pop Volume Three, publiée le 1er novembre 2010, une reprise du titre My Love de Justin Timberlake. La seconde vidéo du single To Move on is to Grow est publiée le 14 novembre 2010 selon iTunes.

### Understanding What We've Grown to Be(2011–2013)

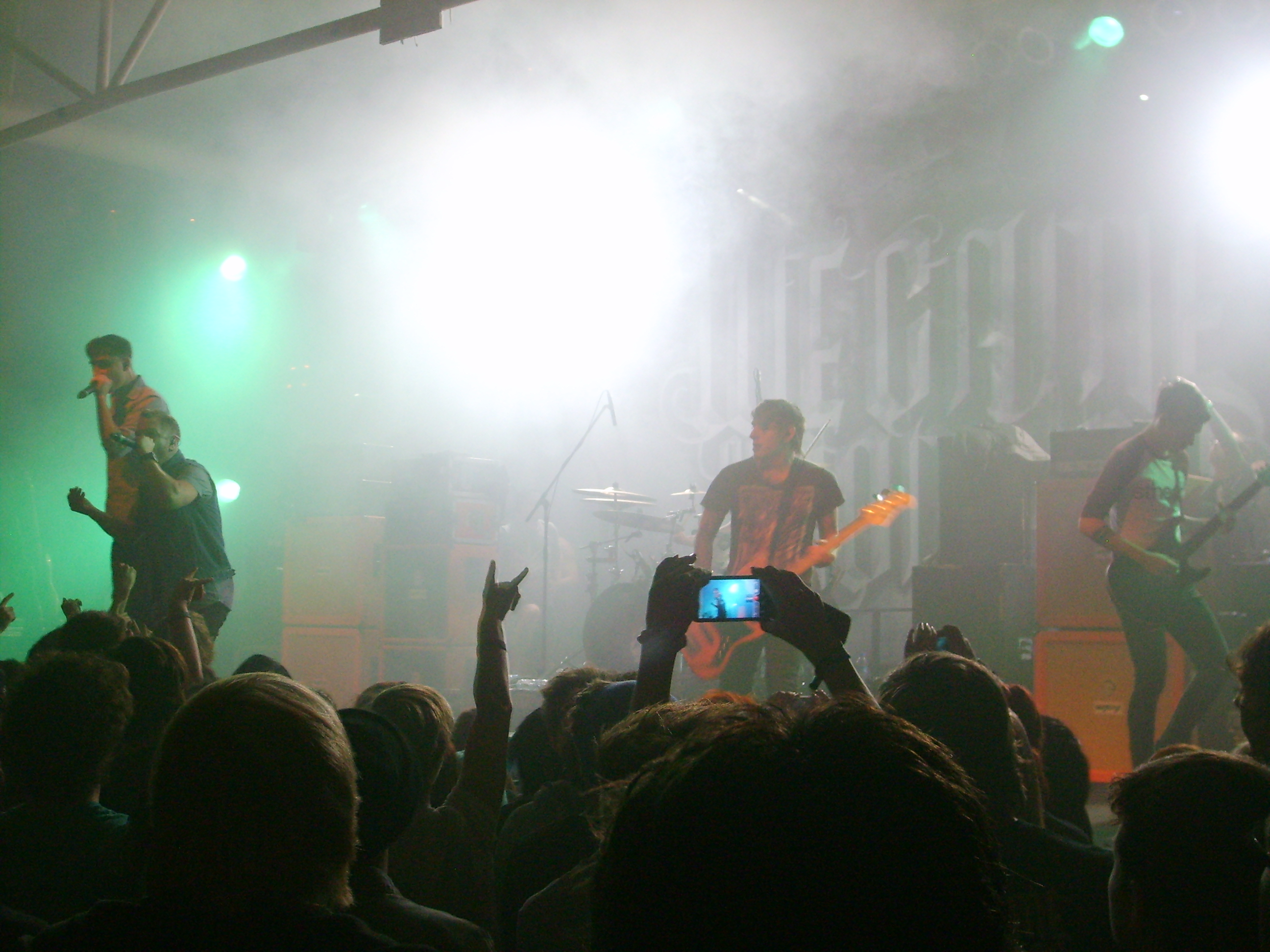
We Came as Romans sur scène à Cologne, Allemagne, en 2012.

L'album suivant To Plant a Seed est programmé entre février et mars 2011 (la première partie des enregistrements) et entre mai et juillet 2011 (la deuxième partie). Selon le label de We Came as Romans, Equal Vision Records, « le groupe est en actuel enregistrement, avec Joey Sturgis entre plusieurs dates de tournées, et est programmé pour automne 2011. » Dans une entrevue avec Brian Walsh, un reporter de Monster Energy Pit au Warped Tour 2011, Joshua Moore confirme leur second album à venir, et leur présence au studio après le Warped Tour. Understanding What We've Grown to Be est achevé et publié le 13 septembre 2011. iTunes publie une version deluxe de l'album composée de sept morceaux de To Plant a Seed à Sydney, en Australie. Le 22 juin 2011, le premier single, Mis//Understanding, est publié par le label Equal Vision Records sur YouTube. Le 23 juin 2011, le titre homonyme principal de l'album, Understanding What We've Grown to Be est également publié sur YouTube. Ces deux chansons sont ensuite mises à disposition en précommande sur iTunes le 5 juillet 2011. Le 14 juillet 2011, la couverture de Understanding What We've Grown to Be est publié comme puzzle sur la page d'accueil du site web du  groupe.
Selon le groupe, « dans le son et les paroles, Understanding What We've Grown to Be contient un ton plus sombre que l'album précédent, To Plant a Seed. » Le 28 août 2011, Understanding What We've Grown to Be est publié illégalement par des sources inconnues. L'album est officiellement publié le 16 septembre 2011 par Nuclear Blast en Europe. Selon une source Outerloop Management, le 21 septembre 2011, l'album atteint la 20e place du Billboard Top 200, la septième place aux Independent Current Albums (Indie Chart), la cinquième place des Top Hard Music Albums, la dixième place des Top Current Rock Albums, et la seizième placer aux Overall Digital Albums. Le 16 octobre 2011, We Came as Romans atteint la 43e place des Independent Albums, et la 22e des Hard Rock Albums sur Billboard Top 200. Mis//Understanding est exclusivement publié sur ArtistDirect.com comme la première vidéo de l'album. Ils'agit l'une de trois vidéos du single. Les vidéos sont tournées à Brooklyn, en septembre, avec le réalisateur Travis Kopach (AFI, 3OH!3, Panic! At The Disco).
Début 2012, We Came as Romans joue la tournée Macbeth Footwear et Keep a Breast European Tour avec Alesana, Iwrestledabearonce et Glamour of the Kill. We Came as Romans participe au Scream Out Fest de Tokyo, au Japon. We Came as Romans participe au Pulp Summer Slam 12 avec Darkest Hour, Periphery, August Burns Red, Blessthefall, et Arch Enemy, le 28 avril 2012 au Amoranto Stadium de Quezon City, aux Philippines. We Came as Romans est programmé en support pour Underoath au South American Tour 2012 avec Protest the Hero et Close Your Eyes (en), mais la tournée est annulée. Le groupe jouera aussi des dates au Zumiez Couch Tour le 24 juin à Chicago, dans l'Illinois, et le 26 juin au Mall of America de Minneapolis, dans le Minnesota avec Set Your Goals ; et est aussi tête d'affiche du Summerfest Rock Stage aux Summerfest Grounds, à Milwaukee, dans le Wisconsin le 27 juin 2012.

### Tracing Back Roots(2013–2014)
En 2014, We Came As Romans participe au Helfest en France. Ils joueront sur l'une des deux scènes principales du festival.

### Album homonyme etCold Like War(depuis 2015)
Le 26 mai 2015, We Came as Romans annonce leur cinquième album studio homonyme. L'album sort le 24 juillet 2015.
Puis sort l'album Cold Like War, leur premier sans le batteur Eric Choi et sous un autre label, comparé à Equal Vision, auquel le groupe était entre 2008 et 2016.
Le 25 août 2018, le groupe annonce le décès de Kyle Pavone à l'âge de 28 ans. Si les causes de son décès sont incertaines dans un premier temps, il est révélé quelques jours après par un communiqué du groupe qu'il s'agit d'une overdose accidentelle.

## Style musical
Le style musical de We Came as Romans est décrit comme du metalcore (ou metalcore mélodique) et du post-hardcore,.

## Membres

### Membres actuels
- Joshua Moore - guitare solo (depuis 2005)
- David Stephens - scream (depuis 2005)
- Lou Cotton - guitare rythmique (depuis 2006)
- Andrew Glass - basse (depuis 2006)
- David Puckett - batterie (depuis 2017)

### Anciens membres
- Kyle Pavone - chant clair, clavier (2008-2018)
- Jonny Nabors – guitare basse, chœurs (2005)
- Sean E. Daly – guitare basse, chœurs (2005–2006)
- Sean N. Zelda – batterie, chœurs (2005–2006)
- Mark Myatt – chant clair, screaming (2005–2007)
- Chris Moore – chant clair, claviers, synthétiseur (2007–2008)
- Larry Clark – chant clair, screaming (2007–2008)
- Eric Choi – batterie (2006–2017)

## Discographie

### Albums studio
- 2009 : To Plant a Seed
- 2011 : Understanding What We've Grown to Be
- 2013 : Tracing Back Roots
- 2015 : We Came As Romans
- 2017 : Cold Like War
- 2022 : Darkbloom

### EP
- 2008 : Dreams
- 2009 : Demonstrations

### Singles
- 2010 : To Plant a Seed
- 2010 : To Move On is to Grow
- 2010 : Mis//Understanding
- 2013 : Hope
- 2017 : Cold Like War
- 2019 : Carry the Weight
- 2019 : From the First Note